# Collegio uninominale Piemonte 1 - 03 (2017)
Il collegio elettorale uninominale Piemonte 1 - 03 è stato un collegio elettorale uninominale della Repubblica Italiana per l'elezione della Camera dei deputati tra il 2017 ed il 2022.

## Territorio
Come previsto dalla legge elettorale italiana del 2017, il collegio era stato definito tramite decreto legislativo all'interno della circoscrizione Piemonte 1.
Era formato da parte del territorio del comune di Torino (zone Vallette e Borgo San Paolo).
Il collegio era parte del Collegio plurinominale Piemonte 1 - 01.

## Eletti
| Elezione | Elezione | Deputato          | Partito           |
| -------- | -------- | ----------------- | ----------------- |
|          | 2018     | Augusta Montaruli | Fratelli d'Italia |

## Dati elettorali

### XVIII legislatura
Come previsto dalla legge elettorale, 232 deputati erano eletti con sistema a maggioranza relativa in altrettanti collegi uninominali a turno unico.
| Candidati              | Candidati                   | Voti    | %     | Liste                    | Voti    | %     |
| ---------------------- | --------------------------- | ------- | ----- | ------------------------ | ------- | ----- |
|                        | Augusta Montaruli ✔️ Eletto | 41 070  | 33,34 | Lega                     | 20 341  | 16,51 |
| Forza Italia           | Augusta Montaruli ✔️ Eletto | 41 070  | 33,34 | 15 039                   | 12,21   |       |
| Fratelli d'Italia      | Augusta Montaruli ✔️ Eletto | 41 070  | 33,34 | 5 029                    | 4,08    |       |
| Noi con l'Italia - UDC | Augusta Montaruli ✔️ Eletto | 41 070  | 33,34 | 661                      | 0,54    |       |
|                        | Paola Bragantini            | 40 911  | 33,21 | Partito Democratico      | 31 973  | 25,96 |
| +Europa                | Paola Bragantini            | 40 911  | 33,21 | 7 702                    | 6,25    |       |
| Italia Europa Insieme  | Paola Bragantini            | 40 911  | 33,21 | 655                      | 0,53    |       |
| Civica Popolare        | Paola Bragantini            | 40 911  | 33,21 | 581                      | 0,47    |       |
|                        | Paolo Biancone              | 30 018  | 24,37 | Movimento 5 Stelle       | 30 018  | 24,37 |
|                        | Roberto Placido             | 6 758   | 5,49  | Liberi e Uguali          | 6 758   | 5,49  |
|                        | Ilena Argento               | 1 975   | 1,60  | Potere al Popolo!        | 1 975   | 1,60  |
|                        | Marta Romito                | 1 212   | 0,98  | CasaPound Italia         | 1 212   | 0,98  |
|                        | Maria Salvati               | 872     | 0,71  | Il Popolo della Famiglia | 872     | 0,71  |
|                        | Carlo Cirulli               | 369     | 0,30  | Partito Valore Umano     | 369     | 0,30  |
| Totale                 | Totale                      | 123 185 | 100   |                          | 123 185 | 100   |
|                        |                             |         |       |                          |         |       |
| Voti non validi        | Voti non validi             | 3 876   | 3,05  |                          |         |       |
| Votanti                | Votanti                     | 127 061 | 73,40 |                          |         |       |
| Elettori               | Elettori                    | 173 119 |       |                          |         |       |